# Ciclovia Tim Maia

Ciclistas desfrutam da Ciclovia Tim Maia no dia de sua inauguração, em janeiro de 2016

Ciclovia Tim Maia é uma ciclovia de 9,0 quilômetros de extensão, às margens do Oceano Atlântico, que liga o Leblon, na Zona Sul do Rio de Janeiro, à Barra da Tijuca, na Zona Oeste do município. É formada por dois túneis, dois elevados e uma ponte, além de trechos em superfície.
Parcialmente inaugurada em janeiro de 2016, seu nome é uma homenagem a Tim Maia, autor da canção "Do Leme ao Pontal". O trecho coberto pela ciclovia era o único que faltava para que fosse possível fazer o percurso da Praia do Leme até a Praia do Pontal de bicicleta — um trajeto de 35 quilômetros.
A ciclovia ficou marcada por sucessivos desabamentos no trecho em elevado entre São Conrado e Vidigal. O elevado, com 1,7 quilômetro de extensão, é o trecho de maior risco geológico da ciclovia, por estar situado sobre uma encosta rochosa espremida entre o oceano, num ponto sujeito a fortes ressacas, e o Maciço da Tijuca, numa localidade historicamente afetada por deslizamentos de terra e quedas de barreira durante fortes tempestades.
O primeiro desabamento ocorreu em abril de 2016, apenas três meses após a inauguração do trecho, quando uma forte onda, durante uma ressaca, derrubou dois blocos de tabuleiro da ciclovia. Outros dois desabamentos aconteceram em fevereiro e abril de 2019, dessa vez devido a deslizamentos de encostas durante grandes tempestades. Outra tempestade causou um afundamento de pista num trecho em superfície, na praia de São Conrado.
Atualmente, apenas 3,8 dos 9,0 quilômetros da ciclovia encontram-se abertos, divididos em dois trechos: 2,1 km de ciclovia em superfície entre Leblon e Vidigal, e os 1,7 km de ciclovia em superfície já existentes na praia de São Conrado desde a década de 1990.

## Estrutura
O relevo acidentado da região exigiu diferentes tipos de estrutura para a abertura da ciclovia. Dos 9,0 quilômetros de extensão, 0,5 km são em túneis, 3,9 km em elevados, pontes ou rampas, e 4,6 km em superfície.
| Trecho               | Tipo de estrutura | Extensão | Situação    | Observações |
| Leblon               | Leblon            | Leblon   | Leblon      | Leblon |
| -------------------- | ----------------- | -------- | ----------- | --- |
| Avenida Niemeyer     | Superfície        | 2,1 km   | Aberto      | Possui dois mirantes de observação no trecho mais próximo ao Leblon |
| Avenida Niemeyer     | Elevado           | 1,7 km   | Interditado | Trecho sobre encosta rochosa, onde aconteceram os três desabamentos |
| Praia de São Conrado | Superfície        | 1,7 km   | Aberto      | Aberto na década de 1990, era o único trecho já existente antes da ciclovia atual |
| Praia de São Conrado | Superfície        | 0,5 km   | Interditado | Trecho onde aconteceu um afundamento de pista em 2018 |
| Elevado do Joá       | Rampa de acesso   | 0,2 km   | Interditado | Possui um mirante de observação |
| Elevado do Joá       | Túnel             | 0,2 km   | Interditado | O Elevado do Joá é formado por duas pistas sobrepostas e foi construído entre 1967 e 1971. A instalação da ciclovia ocorreu junto com a ampliação do elevado, feita entre 2014 e 2016, quando uma nova pista, numa estrutura independente, foi construída paralela ao elevado original. A ciclovia foi implantada no tabuleiro superior do elevado original, no lado voltado ao mar |
| Elevado do Joá       | Elevado           | 1,3 km   | Interditado | O Elevado do Joá é formado por duas pistas sobrepostas e foi construído entre 1967 e 1971. A instalação da ciclovia ocorreu junto com a ampliação do elevado, feita entre 2014 e 2016, quando uma nova pista, numa estrutura independente, foi construída paralela ao elevado original. A ciclovia foi implantada no tabuleiro superior do elevado original, no lado voltado ao mar |
| Elevado do Joá       | Túnel             | 0,3 km   | Interditado | O Elevado do Joá é formado por duas pistas sobrepostas e foi construído entre 1967 e 1971. A instalação da ciclovia ocorreu junto com a ampliação do elevado, feita entre 2014 e 2016, quando uma nova pista, numa estrutura independente, foi construída paralela ao elevado original. A ciclovia foi implantada no tabuleiro superior do elevado original, no lado voltado ao mar |
| Elevado do Joá       | Superfície        | 0,3 km   | Interditado | O Elevado do Joá é formado por duas pistas sobrepostas e foi construído entre 1967 e 1971. A instalação da ciclovia ocorreu junto com a ampliação do elevado, feita entre 2014 e 2016, quando uma nova pista, numa estrutura independente, foi construída paralela ao elevado original. A ciclovia foi implantada no tabuleiro superior do elevado original, no lado voltado ao mar |
| Elevado do Joá       | Ponte             | 0,5 km   | Interditado | O Elevado do Joá é formado por duas pistas sobrepostas e foi construído entre 1967 e 1971. A instalação da ciclovia ocorreu junto com a ampliação do elevado, feita entre 2014 e 2016, quando uma nova pista, numa estrutura independente, foi construída paralela ao elevado original. A ciclovia foi implantada no tabuleiro superior do elevado original, no lado voltado ao mar |
| Elevado do Joá       | Rampa de acesso   | 0,2 km   | Interditado | Conecta a Ciclovia Tim Maia à ciclovia já existente na Praia da Barra da Tijuca |
| Barra da Tijuca      |                   |          |             | |
| Extensão total       | Extensão total    | 9,0 km   |             | |

## História
As primeiras ciclovias do Rio de Janeiro foram criadas em 1992, quando a cidade sediou a Conferência das Nações Unidas sobre o Meio Ambiente e o Desenvolvimento.  Algumas dessas ciclovias, como a da Praia de Copacabana, foram construídas em espaços antes dedicados ao estacionamento de veículos, o que foi motivo de reclamações da população à época.
Em uma década, a cidade passou a contar com 32 quilômetros de ciclovias na costa atlântica, divididos em três trechos: um de 8 quilômetros percorrendo as praias do Leme, Copacabana, Arpoador, Ipanema e Leblon, na Zona Sul; outro de aproximadamente 2 quilômetros na praia de São Conrado, também na Zona Sul; e um último de pouco mais de 22 quilômetros passando pelas praias do Pepê, Barra da Tijuca, Reserva, Recreio dos Bandeirantes, Pontal e Macumba, já na Zona Oeste da cidade.
Devido ao relevo da cidade, porém, não era possível pedalar de um trecho ao outro. As montanhas rochosas do Maciço da Tijuca avançam até a beira do Oceano Atlântico em dois pontos diferentes: entre Leblon e São Conrado (na formação onde está localizado o Morro Dois Irmãos), e entre São Conrado e Barra da Tijuca (onde fica a Pedra da Gávea). Esses dois trechos já eram atravessados por rotas rodoviárias — a Avenida Niemeyer e o Elevado do Joá, respectivamente —, mas ainda não contavam com um caminho dedicado a ciclistas.
Na década de 2010, em meio a um amplo projeto de expansão da malha cicloviária da cidade, e enquanto o Rio se preparava para sediar os Jogos Olímpicos de 2016, a Prefeitura decidiu construir os dois trechos que permitiriam conectar as ciclovias da costa atlântica. O primeiro deles, com cerca de 4 quilômetros, seguiria paralelo à Avenida Niemeyer, parte em solo e parte em elevado. O segundo, com aproximadamente 3 quilômetros, seria construído no antigo Elevado do Joá, durante suas obras de duplicação, e teria duas partes em túneis, uma em elevado e uma em ponte, além de uma rampa de acesso em cada extremidade.
O primeiro trecho foi inaugurado em 17 de janeiro de 2016, a um custo de aproximadamente R$ 45 milhões.

### Nome
Com os novos trechos, seria enfim possível pedalar continuamente os 35 quilômetros entre Leme e Pontal, as duas praias que dão nome a uma das mais famosas músicas de Tim Maia, lançada em 1986. Por causa disso, a nova ciclovia, incluindo o trecho já existente na Praia de São Conrado, recebeu o nome do cantor e compositor carioca. Tim Maia também já havia sido homenageado com o nome da praça localizada em frente à Pedra do Pontal, no Recreio dos Bandeirantes, e uma estátua sua pode ser vista na Tijuca, bairro onde nasceu.

### Desabamentos

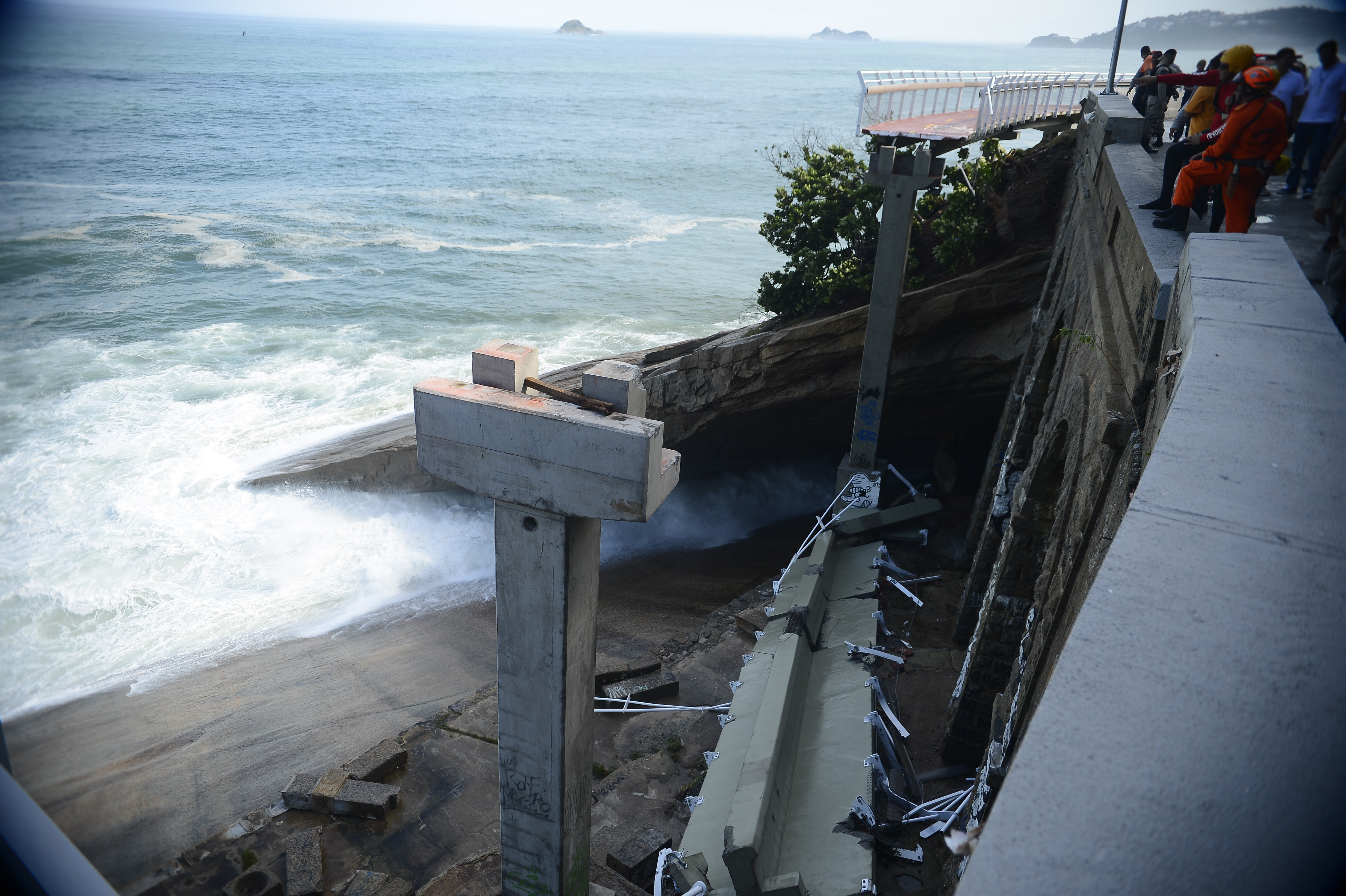
Trecho em elevado que foi derrubado por ressaca em abril de 2016

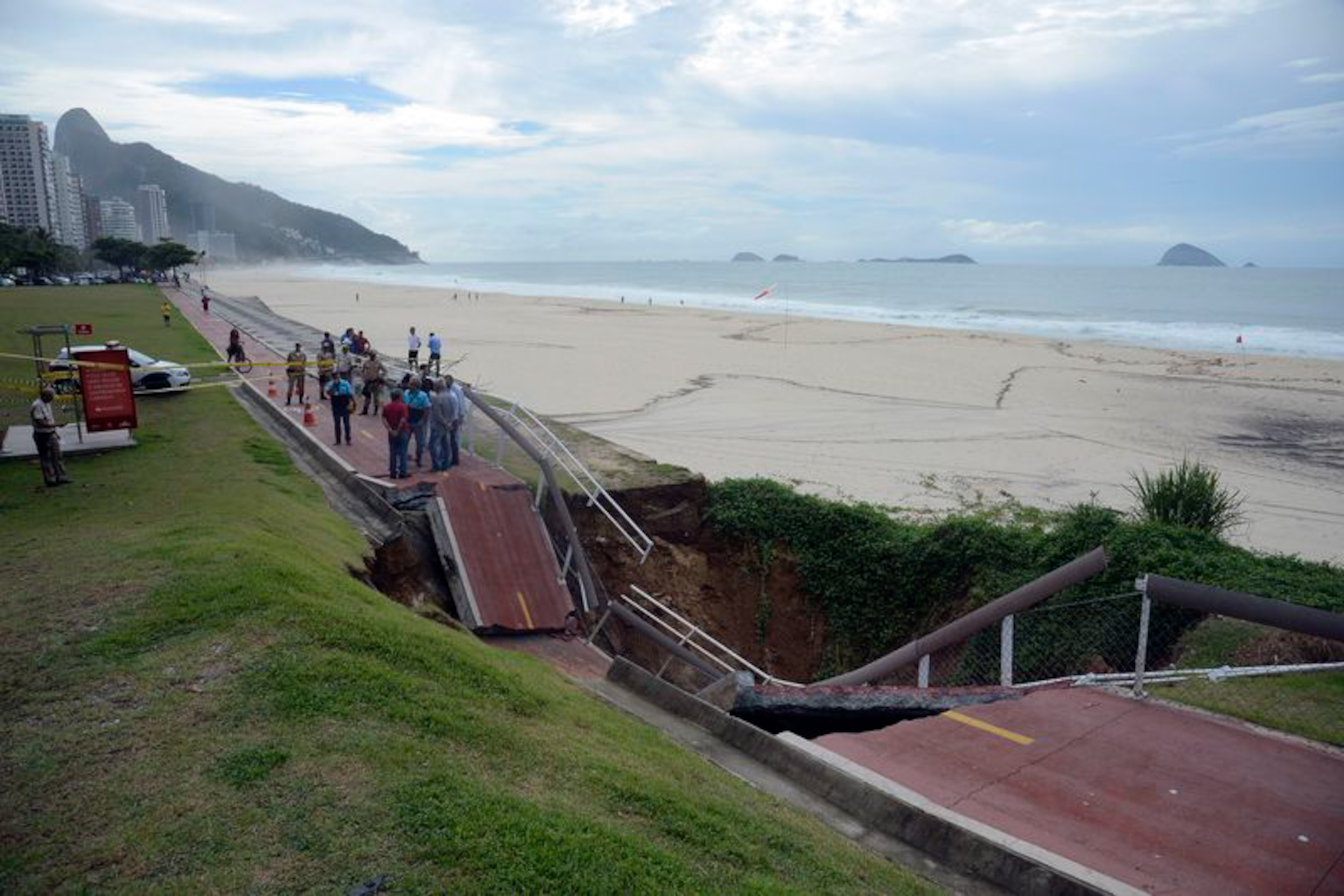
Trecho em solo que afundou após tempestade em fevereiro de 2018

Na manhã do feriado de 21 de abril, três meses após a inauguração, um trecho do elevado, entre Vidigal e São Conrado, desabou durante uma ressaca. A força das ondas arrancou, de baixo para cima, dois blocos do tabuleiro da ciclovia, entre três pilares que permaneceram de pé. Duas pessoas que passavam pelo local morreram — um homem de 53 anos e outro de 60 —, e três pessoas ficaram feridas. Engenheiros especularam que a queda foi motivada pela fragilidade da amarração de ferro que prendia os tabuleiros aos pilares.
Também foi cobrada a criação de um sistema de monitoramento que interdite a ciclovia em momentos de ressaca, já que, mesmo se não tivesse ocorrido o desabamento, a força das ondas ainda seria capaz de levar uma pessoa.
À época, vereadores da cidade chegaram a investigar se a empreiteira responsável pela obra, a Concremat, havia sido favorecida na licitação para a construção da ciclovia. A empreiteira foi fundada e era presidida, respectivamente, pelo avô e pelo tio do então secretário municipal de turismo, Antônio Pedro Figueira de Mello.
Após investigação, o Ministério Público denunciou 16 pessoas por homicídio culposo, sendo nove funcionários da Geo-Rio, empresa da prefeitura responsável pelo projeto da ciclovia, e sete funcionários da Concremat. O processo corre na 32ª Vara Criminal do Rio. Em fevereiro de 2018, um dos citados, diretor da Geo-Rio na época do desabamento, foi nomeado presidente da RioUrbe pelo prefeito Marcelo Crivella.
O trecho que desabou foi reconstruído e entregue em setembro de 2017. Cinco pilares foram demolidos e substituídos por novos, mais espessos e resistentes. Sobre eles foram colocados quatro novos pedaços de tabuleiro, com bases também mais espessas e resistentes. A reabertura da ciclovia, porém, continuou impedida por ordem judicial.
Na noite de 6 de fevereiro de 2019 ocorreu um novo desabamento, também no trecho em elevado. Um deslizamento de terra, durante uma forte tempestade, derrubou a mureta da Avenida Niemeyer, uma tubulação da Cedae que corria paralela à avenida, e um trecho da ciclovia. Apesar de não ter deixado vítimas, este incidente foi estruturalmente mais grave que o anterior, já que, além de três blocos de tabuleiro, um pilar chegou a ceder. Na mesma noite, outros três deslizamentos de terra ocorreram na avenida, um deles soterrando um ônibus e provocando uma morte.
Dois meses depois, em 8 de abril, um novo deslizamento, também provocado por uma forte tempestade, novamente causou danos à Avenida Niemeyer e à ciclovia, derrubando um trecho contíguo ao que havia desabado em fevereiro. Seis blocos de tabuleiro foram derrubados, mas todos os pilares do trecho continuaram de pé. Entre os dias 8 e 9 de abril, foram registrados 8 dos 10 maiores índices pluviométricos em 24 horas nas estações do Alerta Rio, que monitora a quantidade de chuva na cidade desde 1997.
Além dos três desabamentos, também ocorreu um afundamento de solo num trecho da ciclovia na Praia de São Conrado, em 15 de fevereiro de 2018, novamente causado por uma tempestade.
|                     | Data                   | Causa                                    | Extensão do trecho | Desabamentos | Desabamentos |
| Blocos de tabuleiro | Data                   | Causa                                    | Extensão do trecho | Pilares      |              |
| ------------------- | ---------------------- | ---------------------------------------- | ------------------ | ------------ | ------------ |
| 1                   | 21 de abril de 2016    | Ressaca                                  | 23 metros          | 2            | nenhum       |
| 2                   | 6 de fevereiro de 2019 | Deslizamento de terra durante tempestade | 24 metros          | 3            | 1            |
| 3                   | 8 de abril de 2019     | Deslizamento de terra durante tempestade | 66 metros          | 6            | nenhum       |
| Total               | Total                  | Total                                    | 113 metros         | 11           | 1            |